# Lemonia
Lemonia är ett släkte av fjärilar som beskrevs av Jacob Hübner 1820. Lemonia ingår i familjen fältspinnare, Brahmaeidae.

## Dottertaxa tillLemonia, i alfabetisk ordning[1][2]
- Lemonia balcanica Herrich-Schäffer, 1847
  - Lemonia balcanica anatolica Wagner, 1931
  - Lemonia balcanica bremeri Kolenati, 1846
  - Lemonia balcanica cis Zolotuhin, 1994
  - Lemonia balcanica vashlovani Didmanidze, 1980
- Lemonia ballioni Christoph, 1888
- Lemonia batavorum Šumpich & Jagelka, 2021
- Lemonia beirutica Daniel, 1965
- Lemonia dumi Linnaeus, 1761, Mjölkörtsspinnare
- Lemonia italiana Prozorov, Prozorova, Volkova, Yakovlev, Nedoshivina, Pinzari, Pinzari, Scalercio, Bianco, Saldaitis, Hausmann, Revay & Müller, 2022
- Lemonia pauli Staudinger, 1895
- Lemonia peilei Rothschild, 1921
  - Lemonia peilei farsica Wiltshire, 1946
  - Lemonia peilei klapperichi Wiltshire, 1961
  - Lemonia peilei talhouki Wiltshire, 1952
- Lemonia philopalus Donzel, 1842
  - Lemonia philopalus vazquezi Oberthür, 1916
- Lemonia pia Püngeler, 1902
  - Lemonia pia friedeli Witt, 1979
  - Lemonia pia ispira de Freina, 1999
- Lemonia ponticus Aurivillius, 1894
- Lemonia sacroscanta Püngeler, 1902
- Lemonia sardanapalus Staudinger, 1887
- Lemonia sibirica Wnukowsky, 1934
- Lemonia strigata Anikin & Zolotuhin, 2011
  - Lemonia strigata deucalion Anikin & Zolotuhin, 2011
  - Lemonia strigata strigata Anikin & Zolotuhin, 2011
- Lemonia syriensis Daniel, 1953
- Lemonia taraxaci ([Denis & Schiffermüller], 1775)
  - Lemonia taraxaci strigata Rebel, 1910
- Lemonia vallantini Oberthür, 1890